# 海岸号
海岸號（英語：Coaster）是一条服务于聖地牙哥縣的通勤铁路。线路由圣地亚哥市中心开至欧申赛德市。该线路由北郡公交系统（North County Transit District）和庞巴迪运输运营。

## 历史
1994年，北公系統建立了子公司圣迭戈北方铁路公司（San Diego Northern Railway Corporation），同年该公司从艾奇逊，托皮卡和圣达菲铁路（Atchison, Topeka and Santa Fe Railway）购买了海岸号（COASTER）铁路。收购的海岸号（COASTER）服务于1995年2月27日开始运营，运营的经费从1987年对圣迭戈县居民征收0.5％的销售税交通运输工程里获得。北公系統最初和美铁签约从美铁那里获得海岸号运营所需要的列车。TransitAmerica和SDNR达成价值45亿美元的合同，根据合同从2006年7月1日起TransitAmerica负责该线路日常的通勤列车运作的工作，并至少会运营5年。TransitAmerica是位于密苏里州的赫尔佐格交通服务（Herzog Transit Services）的子公司。

## 服务

### 服务时间
工作日通常单向有十几趟火车。周末及节假日单向只有 4 趟。
除此之外，Amtrak 沿此路线还有几趟额外的列车。凭 Coaster 车票可乘坐这些Amtrak 火车。

### 车站
| 收费区 | 车站                                          | 位置       | 连接服务                                                                                         |
| ------ | --------------------------------------------- | ---------- | ------------------------------------------------------------------------------------------------ |
| 1      | 欧申赛德公共交通中心 Oceanside Transit Center | 歐申賽德   | 太平洋冲浪者号 疾速号 南加州都会铁道（Metrolink）                                                |
| 1      | 卡尔斯巴德村站 Carlsbad Village               | 卡尔斯巴德 | NCTD巴士：101、315、325                                                                          |
| 1      | Carlsbad Poinsettia                           | 卡尔斯巴德 | NCTD巴士：444、445                                                                               |
| 1      | 恩西尼塔斯站 Encinitas                        | 恩西尼塔斯 | NCTD巴士：101、304、309                                                                          |
| 1      | 索拉纳海滩站 Solana Beach                     | 索拉纳海滩 | 太平洋冲浪者号 NCTD巴士：101、308                                                                |
| 2      | 索伦托谷站 Sorrento Valley                    | 圣迭戈     | MTS巴士：972、973、978、979                                                                      |
| 3      | 老城公共交通中心 Old Town San Diego           | 圣迭戈     | 太平洋冲浪者号 圣迭戈有轨电车（绿线、蓝线） MTS巴士：8, 9, 10, 28, 30, 35, 44, 84X, 88, 105, 150 |
| 3      | 聖迭戈聖塔菲車站 Santa Fe Depot               | 圣迭戈     | 太平洋冲浪者号 圣迭戈有轨电车 (绿线、橙线、蓝线) MTS巴士：83, 215, 225, 235, 280, 290, 923, 992  |

#### 连接服务
海岸号在欧申赛德、索拉纳海滩及聖迭戈聖塔菲車站可以连接到美铁的太平洋冲浪者号火车。
海岸号在欧申赛德公共交通中心可换乘南加州都会铁道橙县线和内陆帝国－橙县线火车，开往橙县及洛杉矶县。 在欧申赛德还有疾速号至Escondido，和其他巴士路线。在聖迭戈聖塔菲車站可换乘圣迭戈有轨电车，992巴士至聖地牙哥國際機場，及其他巴士路线。

## 票价
Coaster票价由票价区所定。2012年起，Coaster 单程票收费为:
- 1 个区域内: $4.00
- 2 个区域内: $5.00
- 3 个区域内: $5.50

日票为$12, 并可乘搭其他圣地亚哥县大多数公交。
票价系统采用荣誉制。在上车前必须拥有有效车票。检察员会不定时在车厢里检察车票。
老人，残疾人票价为半价。六岁及以下儿童免费搭乘。另外还有月票可供购买。
2008年，SANDAG 推出“指南针卡”。该卡是一个非触控的交通卡，可用于整个圣地亚哥县。乘客可使用该卡来购买各种车票，包括日票和月票。该卡亦可充值，每次乘搭时扣除相应的单程票费用。